# 삼성 갤럭시 Z 플립 5
삼성 갤럭시 Z 플립 5(영어: Samsung Galaxy Z Flip 5)는 삼성전자에서 출시/판매 중인 폴더블 안드로이드 스마트폰이다. 삼성 갤럭시 Z 플립 4의 후속작으로 2023년 7월 26일에 삼성 언팩에서 공개되었다.

## 사양

### 디자인
| 색상 | 이름       |
| ---- | ---------- |
|      | 민트       |
|      | 그라파이트 |
|      | 라벤더     |
|      | 크림       |
|      | 그레이     |
|      | 블루       |
|      | 그린       |

### 소프트웨어
안드로이드 13 기반 One UI 5.1.1이 탑재되었다.

## 사진

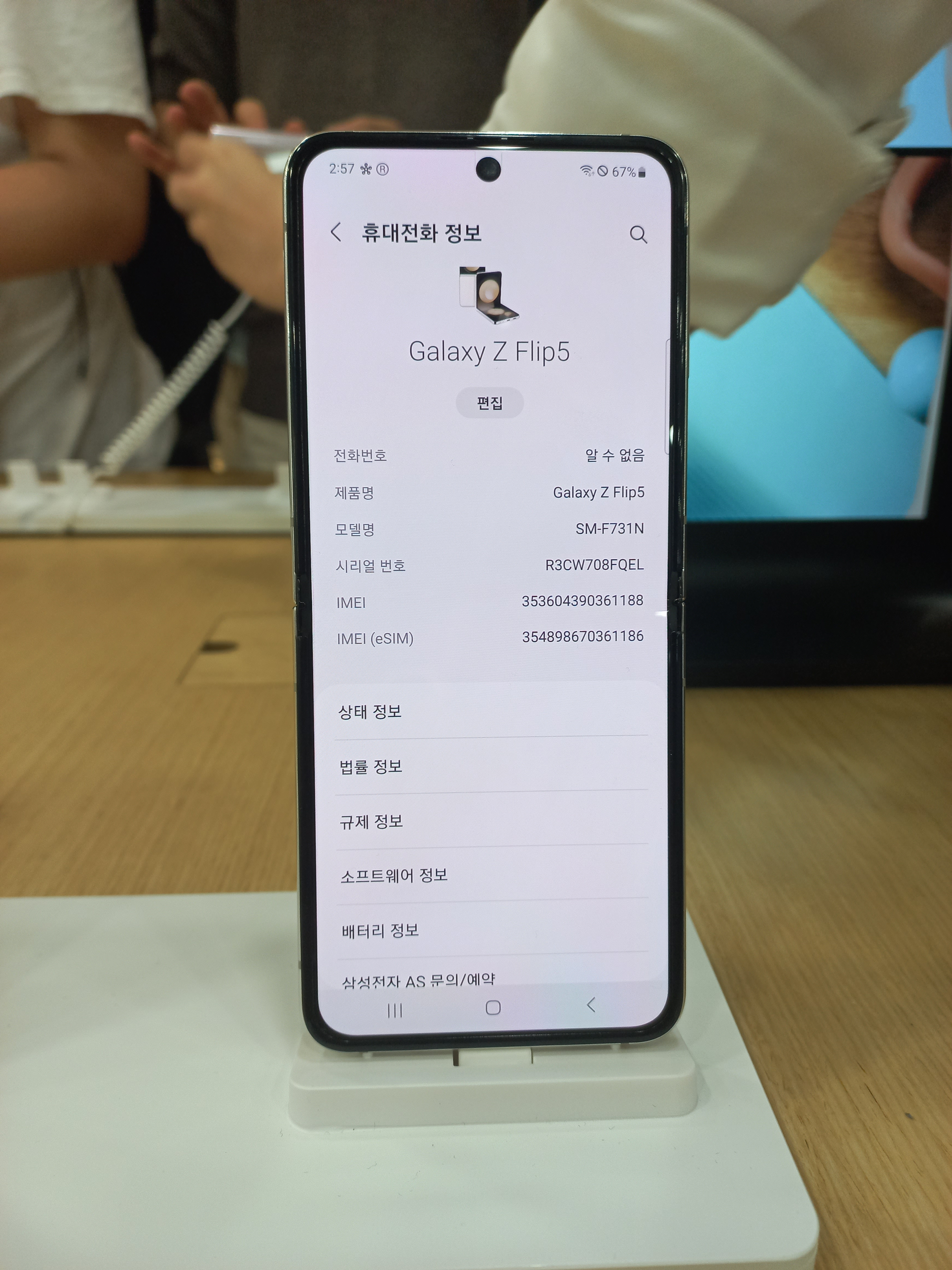
펼친상태

## 힌지

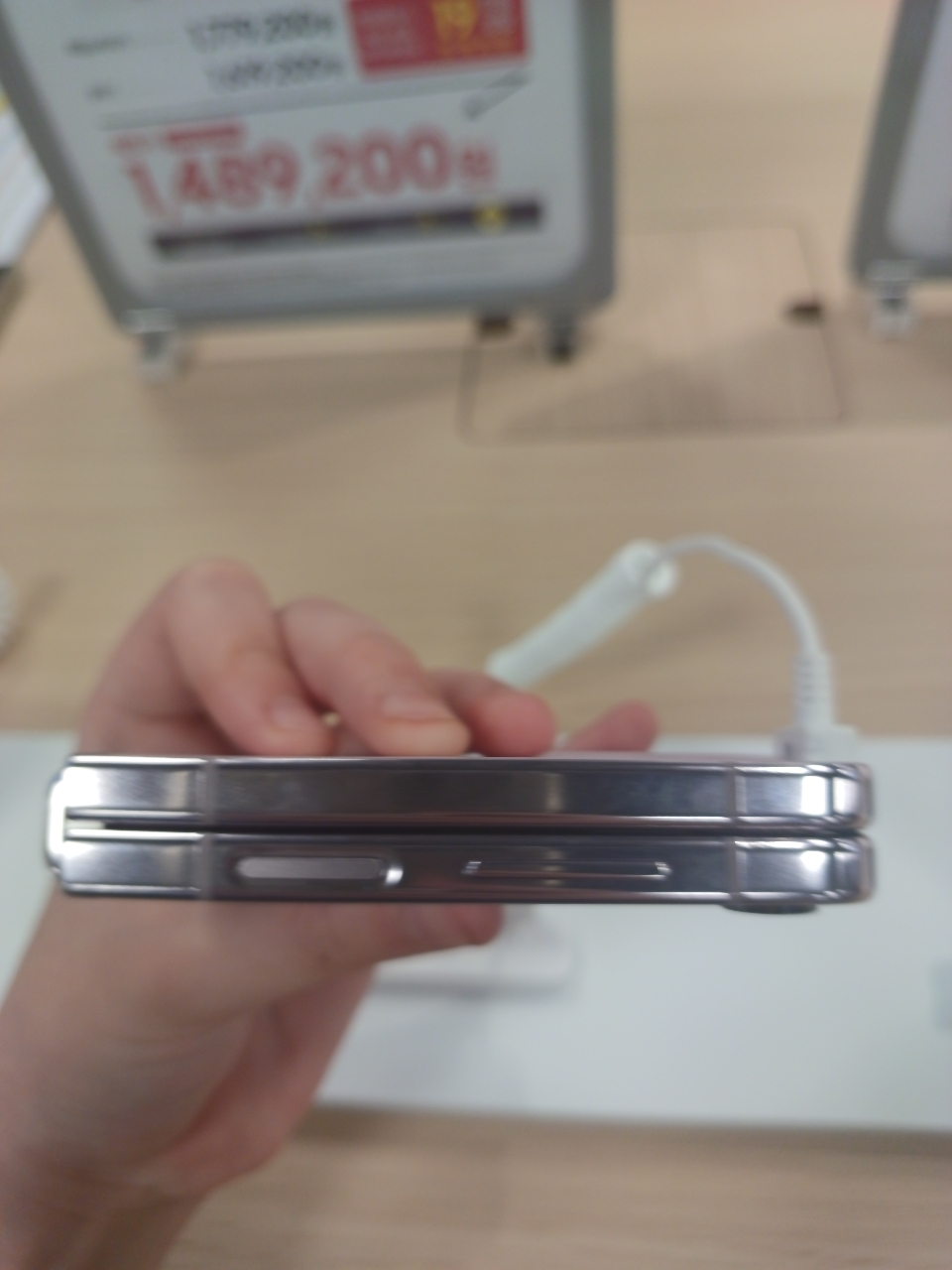
삼성 갤럭시 Z 플립 5의 힌지

삼성 갤럭시 Z플립 5에서는 물방울 힌지를 탑재하여 힌지의 틈새를 더 얇게 만들었다. 그러나 전 기종보다 힌지가 많이 헐렁하다는 단점이 존재한다.